# HistoRail
Ne doit pas être confondu avec Historail.
 (février 2021).
La mise en forme du texte ne suit pas les recommandations de Wikipédia : il faut le « wikifier ».
Les points d'amélioration suivants sont les cas les plus fréquents. Le détail des points à revoir est peut-être précisé sur la page de discussion.
- Les titres sont pré-formatés par le logiciel. Ils ne sont ni en capitales, ni en gras.
- Le texte ne doit pas être écrit en capitales (les noms de famille non plus), ni en gras, ni en italique, ni en « petit »…
- Le gras n'est utilisé que pour surligner le titre de l'article dans l'introduction, une seule fois.
- L'italique est rarement utilisé : mots en langue étrangère, titres d'œuvres, noms de bateaux, etc.
- Les citations ne sont pas en italique mais en corps de texte normal. Elles sont entourées par des guillemets français : « et ».
- Les listes à puces sont à éviter, des paragraphes rédigés étant largement préférés. Les tableaux sont à réserver à la présentation de données structurées (résultats, etc.).
- Les appels de note de bas de page (petits chiffres en exposant, introduits par l'outil «  Source ») sont à placer entre la fin de phrase et le point final[comme ça].
- Les liens internes (vers d'autres articles de Wikipédia) sont à choisir avec parcimonie. Créez des liens vers des articles approfondissant le sujet. Les termes génériques sans rapport avec le sujet sont à éviter, ainsi que les répétitions de liens vers un même terme.
- Les liens externes sont à placer uniquement dans une section « Liens externes », à la fin de l'article. Ces liens sont à choisir avec parcimonie suivant les règles définies. Si un lien sert de source à l'article, son insertion dans le texte est à faire par les notes de bas de page.
- La présentation des références doit suivre les conventions bibliographiques. Il est recommandé d'utiliser les modèles {{Ouvrage}}, {{Chapitre}}, {{Article}}, {{Lien web}} et/ou {{Bibliographie}}. Le mode d'édition visuel peut mettre en forme automatiquement les références.
- Insérer une infobox (cadre d'informations à droite) n'est pas obligatoire pour parachever la mise en page.

Pour une aide détaillée, merci de consulter Aide:Wikification.
Si vous pensez que ces points ont été résolus, vous pouvez retirer ce bandeau et améliorer la mise en forme d'un autre article.
 (février 2021).
HistoRail, musée du chemin de fer est un musée ferroviaire installé dans le centre-ville de Saint-Léonard-de-Noblat, en Nouvelle-Aquitaine.
Il est géré par une association de bénévoles, et présente des objets réels se rapportant au chemin de fer et du modélisme ferroviaire au travers de réseaux de trains miniatures répartis sur deux salles (total de 500 m2) et environ 300 m2 d'extérieurs.

## Histoire
En 1987, avec l'intensification annoncée de la modernisation des régions de la SNCF et tout particulièrement celle du Limousin, marquée par le lancement du réseau TER Limousin, HistoRail est créé.
L'association récupère de nombreux objets et matériels réels, pour l'essentiel donnés par SNCF.
Le musée est inauguré le 2 juillet 1988 par Claude Bolling, qui en est le président d'honneur.

## Collections

### Objets réels
La collection comprend les objets réels nécessaires à la compréhension d'un voyage en chemin de fer. Ils sont disposés selon un cheminement permettant la découverte par les visiteurs, selon le concept de l'interprétation du patrimoine.
Globalement, voici la liste des principaux objets dans la première salle :
- un guichet billets et bagages d'une gare du Paris-Orléans (dit P.O.) (celle de Thouron sur la ligne de Poitiers à Limoges) ;
- un pantographe type G issu d'une BB900, déposé par le dépôt SNCF de Limoges ;
- des simulateurs de conduite et cabines de locomotives ;
- un Tableau de Contrôle Optique (dit T.C.O.)[3], venant de la gare de Saint-Sulpice-Laurière, à 25 km au nord de Limoges, sur la ligne en double voie électrifiée en 1500 V continu vers Paris (POLT). Cette gare dispose d'une bifurcation vers la voie unique non électrifiée vers Montluçon. Ce T.C.O. (de 4 m × 1 m) permettait à l'aiguilleur de surveiller les itinéraires qu'il exécutait depuis son poste d'aiguillage, grâce à trois séries de voyants de répétition : des signaux, des aiguillages et de la détection de la présence des trains sur les cantons du block-système ;
- un poste de régulateur pour organiser les graphiques de circulation ( Poste de Commandement SNCF de Limoges)

#### La «Traversothèque»
Dans la seconde salle, disposée sous la première qui représente le voyage dans un « train symbolique », le visiteur passe sous ce « train » pour y découvrir la « Traversothèque ». Créée par deux ateliers de la SNCF (de Bretenoux-Biars et de Brive-la-Gaillarde), elle offre un panorama sur les traverses et les rails, ainsi que sur les outils employés par les agents de l'Équipement de la SNCF pour l'entretien des voies.

#### Le locotracteur Moyse 5Ta dit «bête à cornes»
Ce locotracteur Moyse 5Ta n°28 de la Société des Locotracteurs Gaston Moyse, don de la Société Rhône-Poulenc (silicates d'Aixe-sur-Vienne), symbolise le remplacement progressif des locomotives à vapeur par des locomotives diesel dans le milieu des années 60, et l'épopée des Embranchements Particuliers.

#### Autres objets présentés en extérieur
- Grue hydraulique, signaux mécaniques et lumineux, barrière de passage à niveau, dispositif d'annonce pour PN par pédales, borne hectométrique, draisine, pendule de gare, moteur d'autorail X 2400, tronçon de voie, machine à fabriquer des chevilles pour les traverses en bois, etc.

## Les trains miniatures
Le modélisme ferroviaire est présent avec plusieurs réseaux de trains miniatures. Il participe aux explications et commentaires au cours de la visite.
La gare de Saint-Léonard-de-Noblat à l'échelle HO (1/87è) apporte une explication aux visiteurs sur l'origine des gares, leurs fonctions économiques, culturelles et sociales, et leur rôle de moteur du développement local des zones rurales et urbaines depuis l'origine du chemin de fer. Elle est reliée à la double voie Limoges-Paris avec sa bifurcation du Palais-sur-Vienne.
Le dépôt vapeur de Cherbourg a été donné par le RMC50 en 2014, entièrement fonctionnel en analogique (Échelle HO).
Un réseau à l'échelle IIm (1/22,5è) anime l'exposition sur les Chemins de fer départementaux de la Haute-Vienne (CDHV), lesquels de 1908 à 1949 ont construit et exploité 318 km de voies ferrées dans le département, à l'écartement métrique de 1 mètre. Les ruines du village d'Oradour-sur-Glane, détruit par la division "Das Reich" le 10 juin 1944, présentent encore des vestiges de ce réseau ferré.
Deux réseaux en 0 (échelle 1/43,5è) sont présentés dans une seconde salle: l'un en 3 rails "tin-plate", l'autre en 2 rails avec caténaire fonctionnelle. Sur celui-ci, les trains sont commandés soit en analogique soit en numérique.
Un réseau de jardin à l'échelle G de LGB roule à l'extérieur au milieu d'un décor naturel. ( échelle 1/22,5è)

## Expositions et animations
Le musée HistoRail participe régulièrement aux animations du Ministère de la Culture et de la Communication : 
- Nuit européenne des musées
- Journées européennes du patrimoine.

En outre, il anime chaque année la Fête du Train Miniature de la Fédération Française du Modélisme Ferroviaire.
Des expositions thématiques sont proposées assez régulièrement. À l'occasion du centenaire de la Première Guerre mondiale, un Consul des États-Unis d'Amérique a été invité à découvrir l'une de ces expositions temporaires, en septembre 2018.

### Sources et bibliographie
- Dominique Auzias et Jean-Paul Labourdette, Le Petit Futé. Limousin, Le Petit Futé, 2010 (lire en ligne), p. 330.
- « HistoRail, la saison 2009 commence au musée du Chemin de fer », La Vie du rail,‎ 8 juillet 2009 (lire en ligne)
- la revue Vie du Rail
- les quotidiens régionaux : Le Populaire du Centre, L'Écho du Centre, La Montagne
- Revue "Historail" des Éditions La Vie du Rail (qui exploite le nom déposé par le musée HistoRail avec son accord)
- José Banaudo et Fabrice Lanoue, Sur les Rails du Limousin, De Borée, 2003